# Обсерваторія Бейфордбері
Обсерваторія Бейфордбері (англ. Bayfordbury Observatory) — астрономічна та метеорологічна обсерваторія Гартфордширського університету, одна з найбільших навчальних обсерваторій у Великій Британії. Розташована у відносно темній сільській місцевості Бейфордбері в графстві Гартфордшир, за 6 миль від головного університетського кампусу в Гетфілді. Перший телескоп був побудований у 1969 році, і відтоді обсерваторія використовується для навчання студентів, наукових досляджень і громадських заходів.

## Історія
Перший телескоп, 16-дюймовий телескоп системи Ньютона/Кассегрена, був побудований на цьому місці в 1969 році, через рік після того, як в Гетфілдcька Політехніки почали викладати астрономію. У 1970 році обсерваторію офіційно відкрив Річард Вуллі, тодішній Королівський астроном. З роками кафедра астрономії зростала, а з нею зростала і кількість телескопів в обсерваторії.
На 30-річчя обсерваторії у 2000 році була проведена масштабна реконструкція. Було побудовано три нових куполи телескопів, новий 4,5-метровий радіотелескоп, а також будівлю управління, названу на честь Патріка Мура, звідки можна керувати телескопами з комп'ютерним керуванням і аналізувати зображення.

## Астрономічна обсерваторія
Обсерваторія має сім основних стаціонарних оптичних телескопів, першим з яких був 50-сантиметровий телескоп Марша системи Кассегрена, а найбільшим є 60-сантиметровий телескоп Plannewave CDK24. Інші телескопи включають чотири екваторіально встановлені роботизовані 40-сантиметрові телескопи Meade LX200, а також 35-сантиметровий Meade LX200. Ці телескопи оснащені дослідницькими ПЗЗ- і КМОН-камерами, спектрографами та відеокамерами. Декілька менших телескопів встановлюються разом з основними телескопами і використовуються для наведення, для спостережень з широким полем або як геліографи на лінії Н-альфа.
Окрім оптичних спостережень, обсерваторія також має ряд радіоастрономічних приладів. Найбільшим радіотелескопом є 4,5-метровий телескоп RW Forrest, який використовується для досліджень лінії водню 21 см та спостережень в неперервному спектрі. Ще три 3-метрові радіотелескопи мають утворити радіоінтерферометр з плечем 115 м.
У сусідньому науковому корпусі університету розміщено планетарій, який використовується під час вечорів відкритих дверей і групових візитів. На даху будівлі розміщено низку приладів, включаючи вимірювач якості неба для кількісної оцінки рівнів світлового забруднення, геліограф для спостереження за сонцем, а також денну та нічну камери для огляду всього неба — дві з шести, які працюють в університеті.
Університет організовує різні громадські заходи, зокрема щомісячні вечори відкритих дверей з жовтня по березень та групові відвідування для шкільних класів і громадських груп.

## Дистанційне зондування фізики атмосфери
З 2010 року обсерваторія також стала станцією дистанційного зондування для університетського Центру атмосферних і приладових досліджень (Centre for Atmospheric & Instrumentation Research). Колишній купол телескопа тепер містить лідар для дослідження хмар, надчутливий сонячний поляриметр та інфрачервоний пірометр для детектування перистих хмар.
На даху сусіднього наукового корпусу також розміщено автоматичний сонячний фотометр і місячний фотометр, які працюють в мережі AERONET, скануючий інфрачервоний радіометр, піргеометр і піранометр, а також денні та нічні камери для спостереження всього неба.

## Галерея
|                                 |
| 50-сантиметровий телескоп Марша |

|                        |
| Кітчиновський телескоп |

|                        |
| Планетарій Бейфордбері |

|                                    |
| 4,5-метровий радіотелескоп Фореста |

|       |
| Лідар |